# Achim Mihu
Achim Mihu (n. 12 iunie 1931, Cluj – d. 14 octombrie 2018) a fost un sociolog, antropolog și filosof român.

## Biografie
A început liceul la Sibiu, în refugiu, și l-a terminat la Cluj.
A absolvit Facultatea de Economie Generală la Universitatea din București, în anul 1954. A fost repartizat ca asistent universitar la București, iar apoi ca asistent, lector, conferențiar și profesor la Universitatea „Babeș-Bolyai”, din Cluj-Napoca.
În anul 1970, a obținut titlul de doctor în sociologie la Universitatea din București.
A fost bursier în Statele Unite ale Americii, la Universitatea Cornell din statul New York.
A predat cursuri (1974-1975) la Catedra de Cultură și Civilizație Românească „Nicolae Iorga” a Universității Columbia, din New York. În anul universitar 1978-1979, a ținut cursuri pentru doctoranzi și studenți, la Universitatea Minnesota, din Minneapolis.
A predat sociologie la Universitatea Babeș-Bolyai din Cluj-Napoca. În 1992, a pus bazele Universității Avram Iancu, al cărei rector a fost între 1992 și 2012.
Achim Mihu a fost membru al Asociației Americane de Sociologie; a fost numit „Om al anului” de mai multe ori; membru al Academiei de Științe din New York. 
În anul 2001, a primit titlul de cetățean de onoare al municipiului Cluj-Napoca. În anul 2009, i-a fost conferită medalia Senior al Cetății.
„Achim Mihu a fost un întâimergător în sociologia românească și antropologia culturală românească. Plus un constructor instituțional.” Astfel l-a caracterizat, cu ocazia festivităților omagiale prilejuite de împlinirea vârstei de 75 de ani, filosoful Vianu Mureșan.